# Zatín
Zatín es un municipio del distrito de Trebišov en la región de Košice, Eslovaquia, con una población estimada a final del año 2024 de 727 habitantes.
Se encuentra ubicado al este de la región, en la cuenca hidrográfica del río Ondava (afluente del río Bodrog que, a su vez, lo es del Tisza), y cerca de la frontera con la región de Prešov y Hungría.

## Demografía
| Año        | 1994 | 2004    | 2014    | 2024     |
| ---------- | ---- | ------- | ------- | -------- |
| Población  | 797  | 787     | 810     | 727      |
| Diferencia |      | −1,25 % | +2,92 % | −10,24 % |

| Año        | 2023 | 2024    |
| ---------- | ---- | ------- |
| Población  | 726  | 727     |
| Diferencia |      | +0,13 % |